# 414283 Lécureuil
414283 Lécureuil è un asteroide della fascia principale. Scoperto nel 2008, presenta un'orbita caratterizzata da un semiasse maggiore pari a 3,097151 UA e da un'eccentricità di 0,349376, inclinata di 12,067215° rispetto all'eclittica.